# Rue89 Bordeaux
Rue89 Bordeaux est un site d'informations et d'investigations bordelais fondé en 2014. Utilisant la marque commerciale de Rue89 après l'accord de ses fondateurs historiques, tout en étant indépendant de celui-ci, le média se veut libre et participatif.

## Histoire
L’annonce de la création de Rue89 Bordeaux a été faite à l’occasion d’une conférence au club de la presse de Bordeaux en janvier 2014. L’équipe bordelaise est composée de trois journalistes ainsi que de pigistes. Le budget de départ est de 70 000 euros issus de fonds propres pour un objectif de « 50.000 à 60.000 visiteurs uniques par semaine sur le site ». Ses fondateurs sont : Walid Salem, à l'origine de l'idée et contributeur à Rue89, rejoint par Simon Barthélémy, Adrien Soland et Jean-François Belhomme (ce dernier sera, après son départ, remplacé par Virginie Wiblé)[source insuffisante]. 
La création de Rue89 Bordeaux s’inscrit dans une déclinaison de Rue89 à l’échelon local avec le lancement d’une édition à Marseille en 2008 (jusqu'en 2009), à Lyon en 2011, puis à Strasbourg en 2012.
En 2016, une campagne de dons a été lancée pour permettre au site d’information bordelais de poursuivre son activité en raison d’un manque de recettes publicitaires. Elle s’est déroulée du 30 mai au 14 juillet 2016 pour un objectif de 35 000 euros de dons. Cette somme, largement atteinte, a été investie dans la refonte du site et dans la création d'un espace avec des articles payants pour abonnés. En avril 2016, le site d’information locale comptait 200 000 visiteurs dont 100 000 visiteurs uniques selon les fondateurs.
En 2019, Rue89 Bordeaux comptait 250 abonnés. Fin 2019, un autre appel fut lancé pour atteindre un millier d'abonnés,. Cet appel avait pour objectif la revalorisation des piges et une rentrée d’argent plus régulière. Le cap des 1 000 abonnés est finalement atteint en janvier 2020, ce qui a permis au site de stabiliser son économie, de s'installer dans des bureaux et d'embaucher une journaliste, Victoria Berthet[source insuffisante].

## Ligne éditoriale

### Fonctionnement
Rue89 Bordeaux s'est inspiré du modèle d’origine de Rue89, imaginé par Pierre Haski, Laurent Mauriac, Michel Lévy-Provençal et Pascal Riché: celui d’un média participatif à trois voix : les journalistes, les experts et les citoyens. Il s’agit d’une co-production de l’information avec des publications seulement sur internet.

### Indépendance
Le pure player bordelais est indépendant de Rue89, tout comme de Rue89 Lyon et de Rue89 Strasbourg,. A sa création, il a disposé d'un accord d'échange pour exploiter la marque commerciale contre la reprise de certains articles par le site parisien.

### Publications
Les publications portent sur l’actualité et l’investigation locales, ainsi que les reportages et les portraits. Le site comprend également un forum (en espace de commentaires et d'échanges) pour qu’il y ait une confrontation des opinions.

### Partenariats
Depuis 2014, Rue89 Bordeaux a participé à de nombreuses plateformes de vérification de l'information dans le but de lutter contre les fake news : le projet Crosscheck pour l'élection présidentielle en 2017, et le projet Objectif désinfox pour l'élection présidentielle en 2022. Le pure player bordelais est également adhérent au SPIIL.

## Organisation

### Forme juridique
Rue89 Bordeaux est indépendant de Rue89. Rue89 Bordeaux est édité par Pressbox, une société appartenant à ses journalistes.

## Modèle économique
Le modèle économique de Rue89 Bordeaux repose sur les abonnements et l'annonce institutionnelle,.